# 代数的整数論

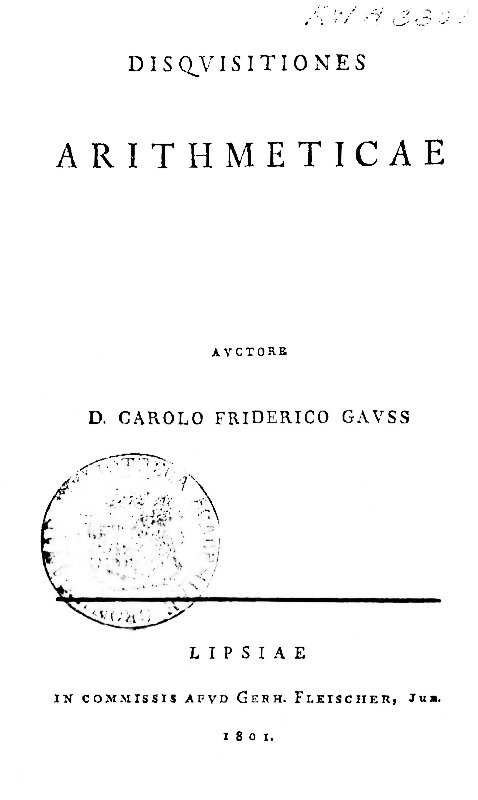
現代的な代数的整数論を創始した仕事の1つである Disquisitiones Arithmeticae の初版の表紙。

代数的整数論（だいすうてきせいすうろん、英: algebraic number theory）は数論の一分野であり、抽象代数学の手法を用いて、整数や有理数、およびそれらの一般化を研究する。数論的な問題は、代数体やその整数環、有限体、関数体のような代数的対象の性質のことばで記述される。これらの性質は、例えば環において一意分解が成り立つかとか、イデアルの性質、体のガロワ群などであるが、ディオファントス方程式の解の存在のような、数論において極めて重要な問題を解決することができる。

## 代数的整数論の歴史

### ディオファントス
代数的整数論の始まりはディオファントス方程式までさかのぼることができる。これは3世紀のアレクサンドリアの数学者ディオファントスに因んで名づけられたもので、彼はそれを研究し、ある種のディオファントス方程式を求める手法を発達させた。典型的なディオファントス問題は、2つの整数 x と y であって、それらの和とそれらの平方の和が与えられた2つの数 A と B にそれぞれ等しくなるようなものを見つけることである：
A = x + y,
B = x2 + y2.
ディオファントス方程式は数千年の間研究されてきた。例えば、二次のディオファントス方程式 x2 + y2 = z2 の解はピタゴラスの三つ組によって与えられ、初めはバビロニア人ら (c. 1800 BC) によって解かれた。26x + 65y = 13 のような線型ディオファントス方程式の解は、ユークリッドの互除法 (c. 5th century BC) を用いて見つけることができる。
ディオファントスの主な仕事は Arithmetica であったが、一部分しか残っていない。

### フェルマー
フェルマーの最終定理は最初ピエール・ド・フェルマーによって1637年に予想された。Arithmetica のコピーの余白に、余白が狭すぎて書ききれない証明を持っていると彼が主張したことは有名である。358年間の数学者の不断の努力にもかかわらず、1995年まで完全な証明が出版されなかった。未解決だった問題は19世紀の代数的整数論の発展と20世紀のモジュラー性定理の証明を刺激した。

### ガウス
代数的整数論を創始した仕事の1つ、Disquisitiones Arithmeticae（ラテン語で「算術研究」）は、カール・フリードリヒ・ガウスによって1798年にラテン語で書かれた整数論の教科書である．当時ガウスは21歳であり、初出版は24歳の1801年であった。この本においてガウスは、フェルマー、オイラー、ラグランジュ、ルジャンドルなどの数学者によって得られた整数論の結果をまとめ、彼自身による重要な新しい結果を加えた。Disquisitiones が出版される前は、整数論は孤立した定理と予想の集まりからなっていた。ガウスは先駆者の研究と自身の独自の研究を系統的な枠組みに収め、ギャップを埋め、あやふやな証明を正し、おびただしい方法で主題を拡張した。
Disquisitiones は、エルンスト・クンマー、ペーター・グスタフ・ルジューヌ・ディリクレ、リヒャルト・デデキントを含む、19世紀のヨーロッパの他の数学者たちの研究の開始点だった。ガウスによって与えられた注釈の多くは実質、彼自身のさらなる研究の告知であったが、出版されないままだったものもある。それらは当時の人々にとってとりわけ謎めいて見えたに違いない。今では我々はそれらを特に L 関数と虚数乗法の理論の萌芽を含んでいると読み取ることができる。

### ディリクレ
1838年と1839年の2つの論文において、ペーター・グスタフ・ルジューヌ・ディリクレは二次形式に対する最初の類数公式を証明した（後に彼の学生クロネッカーによって精密化された）。この公式は、ヤコビが「人間の洞察力の最大限に触れる (touching the utmost of human acumen)」結果と呼んだが、より一般の数体に対する類似の結果への道を拓いた．彼は二次体の単数群の構造の研究に基づいてディリクレの単数定理という代数的整数論における基本的な結果を証明した。
彼は初めて基本的な数え上げの議論である鳩の巣原理を用いて、後に彼の名に因んでディリクレの近似定理と呼ばれることになるディオファントス近似の定理を証明した。彼は n = 5 と n = 14 の場合を証明したフェルマーの最終定理と四次の相互法則への重要な貢献を出版した。ディリクレの因子問題は、彼が最初の結果を見つけたが、他の研究者たちによる後の貢献にもかかわらず、いまだに数論における未解決問題である。

### デデキント
リヒャルト・デデキントのルジューヌ・ディリクレの研究の研究は、代数体とイデアルの彼の後の研究に彼を導いたものであった。1863年に彼は数論に関するルジューヌ・ディリクレの講義をVorlesungen über Zahlentheorie（『整数論講義』）として出版した。この本について次のように書かれている。
"Although the book is assuredly based on Dirichlet's lectures, and although Dedekind himself referred to the book throughout his life as Dirichlet's, the book itself was entirely written by Dedekind, for the most part after Dirichlet's death." (Edwards 1983)
Vorlesungen の1879年と1894年の版は環論で基本的なイデアルの概念を導入する補遺を含んだ（環 (Ring) という単語は後にヒルベルトによって導入され、デデキントの仕事には現れない）。デデキントはイデアルを、数の集合の部分集合であって、整数係数の多項式方程式を満たす代数的整数からなるものとして定義した。概念はヒルベルトと特にエミー・ネーターの手によってさらなる発展がもたらされた。イデアルはフェルマーの最終定理を証明しようとしたエルンスト・エドゥアルト・クンマーの1843年の試みの一部として考案された理想数を一般化する。

### ヒルベルト
ダヴィット・ヒルベルトは代数的整数論の分野を彼の1897年の論文Zahlbericht（文字通りには「数の報告」）で統一した。彼はまた1770年にウェアリングによって定式化された重要な数論の問題を解決した。有限性定理と同様、彼は答えを得るメカニズムを与えるのではなく問題に解が存在しなければならないことを示す存在証明を用いた。彼はその後その主題についてほとんど出版しなかった。しかし、学生の学位論文でのヒルベルトモジュラー形式の出現は彼の名が主要な分野にさらに付いていることを意味する。
彼は類体論に関する一連の予想をたてた。構想は非常に影響的で、彼自身の貢献はヒルベルト類体と局所類体論のヒルベルト記号の名前に生き続けている。結果は高木貞治による研究の後1930年までにはほとんど証明された。

### アルティン
エミル・アルティンは一連の論文 (1924; 1927; 1930) でアルティンの相互法則を証明した。この法則は大域類体論の中心的な部分をなす数論における一般的な定理である。用語「相互法則」はその一般化のもととなったより具体的な数論の主張の長い列を指す。平方剰余の相互法則やアイゼンシュタインやクンマーの相互法則から、ノルム記号に対するヒルベルトの積公式まで。アルティンの結果はヒルベルトの第9問題への部分的な解答を与えた。

### 現代理論
1955年頃、日本人数学者志村五郎と谷山豊は2つの一見全く異なる数学の分野、楕円曲線とモジュラー形式の間につながりがあるかもしれないことを観察した。結果のモジュラー性定理（志村・谷山予想）は、すべての楕円曲線はモジュラーである、つまり一意的なモジュラー形式に付随できる、という主張である。
それは当初ありそうもないあるいは非常に不確かとして受け入れられず、数論学者アンドレ・ヴェイユがそれを支持する証拠を見つけた時より真剣に受け止められたが、証明はなかった。結果として「驚異的」("astounding") な予想は谷山・志村・ヴェイユ予想としばしば呼ばれた。それは証明や反証を要する重要な予想の一覧であるラングランズ・プログラムの一部となった。
1993年から1994年、アンドリュー・ワイルズは半安定な楕円曲線に対してモジュラー性定理の証明を与え、リベットの定理とあわせてフェルマーの最終定理の証明が与えられた。当時ほとんどすべての数学者はフェルマーの最終定理とモジュラー性定理はともに、最先端の発展が与えられてさえ、不可能かあるいは実質的に不可能であると以前は考えていた。ワイルズは1993年6月に彼の証明を最初に発表したが、すぐに重要な点で深刻なギャップがあると認識された。証明はワイルズと、部分的にリチャード・テイラーとの共同研究で、訂正され、最終的な広く受け入れられるバージョンが1994年11月に発表され、正式には1995年に出版された。証明は代数幾何と数論の多くの技術を用い、数学のこれらの分野において多くの副産物を持つ。証明はまた、スキームの圏や岩澤理論や、フェルマーには利用可能でなかった他の20世紀の技術のような、現代的な代数幾何の標準的な構成を用いる。

## 基本的な概念

### 一意分解が成り立たないこと
（有理）整数環の重要な性質は、それが算術の基本定理を満たすこと、つまり任意の（正の）整数は素数の積への分解を持ち、この分解は因子の並べ替えの違いを除いて一意的であるということである。これは代数体 K の整数環 O においては一般にはもはや正しくない。
素元とは O の元 p であって、p が積 ab を割り切るならば因子 a か b の一方を割り切るもののことである。この性質は整数の素数性と密接に関係する。なぜならばこの性質を満たす任意の正の整数は 1 か素数だからである。しかし、素元の方が真に弱い。例えば、−2 は負だから素数ではないが、素元である。素元への分解を許せば、整数においてさえ、
{\displaystyle 6=2\cdot 3=(-2)\cdot (-3)}
のような異なる分解が存在する。一般に、u が単元、すなわち O において乗法逆元を持つ数で、p が素元ならば、up もまた素元である。p と up のような数は同伴であるという。整数において、素数 p と −p は同伴であるが、これらのうち一方のみが正である。素数は正であると要求すれば同伴な素元の集合から一意的に元が選ばれる。しかしながら、K が有理数でないときには、正の概念の類似はない。例えば、ガウスの整数 Z[i] では、数 1 + 2i と −2 + i は、後者は前者に i を掛けたものだから同伴だが、他方より自然であるとして一方を選び出す方法は存在しない。これから
{\displaystyle 5=(1+2i)(1-2i)=(2+i)(2-i)}
のような方程式が導かれ、Z[i] において分解は因子の順序を除いて一意であるということは正しくないことが証明される。そのため、一意分解整域 (unique factorization domain, UFD) において用いられる一意分解の定義を採用する。一意分解整域において、分解に現れる素元は単元と順序の違いを除いて一意であることだけ期待される。
しかしながら、この弱い定義でさえ、多くの代数体の整数環は一意分解を持たない。イデアル類群と呼ばれる代数的な障害が存在する。イデアル類群が自明であるとき、環は一意分解整域である。自明でないとき、素元と既約元の違いがある。既約元 x とは、x = yz ならば y または z が単元であるような元のことである。既約元はそれ以上分解できないような元である。O の任意の元は既約元への分解を持つが、2通り以上できるかもしれない。なぜならば、すべての素元は既約元であるが、既約元は素元とは限らないからである。例えば、環 Z[√−5] を考える。この環において、数 3, 2 + √−5, 2 − √−5 は既約である。これは数 9 が既約元への2つの分解を持つことを意味する：
{\displaystyle 9=3^{2}=(2+{\sqrt {-5}})(2-{\sqrt {-5}}).}
この方程式は 3 が積 (2 + √−5)(2 − √−5) = 9 を割り切ることを示している。もし 3 が素元ならば、2 + √−5 あるいは 2 − √−5 を割り切るが、そうではない。3 で割り切れるすべての元は 3a + 3b√−5 の形だからである。同様に、2 + √−5 と 2 − √−5 は積 32 を割り切るが、いずれも 3 自身を割り切らないので、いずれも素元ではない。元 3, 2 + √-5, 2 - √-5 が同値にできるということに意味はないので、Z[√-5] において一意分解は成り立たない。定義を弱めて一意性を修正できた単元の状況とは異なり、この不成立を克服するには新しい観点が必要である。

### 素イデアルへの分解
I が O のイデアルであるとき、必ず分解
{\displaystyle I={\mathfrak {p}}_{1}^{e_{1}}\cdots {\mathfrak {p}}_{t}^{e_{t}}}
がある。ここで各 {\displaystyle {\mathfrak {p}}_{i}} は素イデアルであり、この表現は因子の順序の違いを除いて一意である。特に、これは I がただ1つの元で生成される主イデアルのときに正しい。これは一般の数体の整数環が一意分解を持つという最も強い主張である。環論のことばでは、整数環はデデキント整域であるということである。
O が一意分解整域であるときは、すべての素イデアルはある1つの素元によって生成される。そうでないときは、素元で生成されない素イデアルが存在する。例えば Z[√−5] において、イデアル (2, 1 + √−5) は1つの元で生成できない素イデアルである。
歴史的には、イデアルを素イデアルに分解するアイデアはエルンスト・クンマーの理想数（イデアル数）の導入にはじまった。これらは K の拡大体 E の属する元である。この拡大体は今ではヒルベルト類体と呼ばれる。主イデアル定理により、O の任意の素イデアルは E の整数環の主イデアルを生成する。この主イデアルの生成元はイデアル数と呼ばれる。クンマーはこれらを、円分体における一意分解の不成立のための代用品として用いた。これらはやがてリヒャルト・デデキントによるイデアルの先祖の導入とイデアルの一意分解の証明を導いた。
1つの数体の整数環で素なイデアルは大きい数体に拡大したときに素イデアルでなくなるかもしれない。例えば素数を考えよう。対応するイデアル pZ は環 Z の素イデアルである。しかしながら、このイデアルがガウスの整数に拡大されて pZ[i] となると、素イデアルかもしれないしないかもしれない。例えば、分解 2 = (1 + i)(1 − i) は次を意味する：
{\displaystyle 2\mathbf {Z} [i]=(1+i)\mathbf {Z} [i]\cdot (1-i)\mathbf {Z} [i]=((1+i)\mathbf {Z} [i])^{2};}
ここで 1 + i = (1 − i) ⋅ i だから 1 + i と 1 − i で生成されたイデアルは同じであることに注意。ガウスの整数でどのイデアルが素イデアルのままであるかという問への完全な解答はフェルマーの二平方和の定理によって与えられる。奇素数 p に対して pZ[i] は、p ≡ 3 (mod 4) ならば素イデアルであり、p ≡ 1 (mod 4) ならば素イデアルでない。このこととイデアル (1 + i)Z[i] が素イデアルという観察を合わせて、ガウスの整数での素イデアルの完全な記述を得る。この単純な結果をより一般の整数環に一般化することは代数的整数論における基本的な問題である。類体論は K が Q のアーベル拡大である（すなわちガロワ拡大でありそのガロワ群がアーベル群である）ときにこの目標を達成する。

### イデアル類群
一意分解が不成立なことと主イデアルでない素イデアルが存在することは同値である。素イデアルが主イデアルからどのくらい離れているかを測る対象はイデアル類群と呼ばれる。イデアル類群を定義するには、群構造を持たせるために、整数環のイデアルの集合を大きくする必要がある。これはイデアルを分数イデアルに一般化することでなされる。分数イデアルは K の加法的部分群 J であって O の元の積で閉じている。すなわち x ∈ O のとき xJ ⊆ J となるもののことである。O のすべてのイデアルは分数イデアルでもある。I と J が分数イデアルであるとき、I の元と J の元の積全体の集合 IJ もまた分数イデアルである。この演算により零でない分数イデアルの集合は群となる。群の単位元はイデアル (1) = O であり、J の逆元は（一般）イデアル商 J−1 = (O : J) = { x ∈ K : xJ ⊆ O } である。
主分数イデアル、すなわち Ox, ただし x ∈ K×, の形のイデアルたちは、非零分数イデアルの群の部分群をなす。非零分数イデアルの群をこの部分群で割った商がイデアル類群である。2つの分数イデアル I と J がイデアル類群の同じ元を表すことと、ある元 x ∈ K が存在して xI = J となることは同値である。したがってイデアル類群は2つの分数イデアルを、一方が他方と主イデアルさが同じときに、同値にする。イデアル類群は一般に Cl K, Cl O, あるいは Pic O と書かれる（最後の表記はイデアル類群を代数幾何学のピカール群と同一視している）。
イデアル類群の元の個数は K の類数と呼ばれる。Q(√−5) の類数は 2 である。これは2つしかイデアル類がないことを示す。主分数イデアルの類と、(2, 1 + √−5) のような主でない分数イデアルの類である。
イデアル類群は因子のことばによる別の記述をもつ。数の可能な分解を表す形式的な対象がある。因子群 Div K は O の素イデアルたちによって生成される自由アーベル群と定義される。K の零でない元が乗法についてなす群 K× から Div K への群準同型がある。x ∈ K が次を満たすとする：
{\displaystyle (x)={\mathfrak {p}}_{1}^{e_{1}}\cdots {\mathfrak {p}}_{t}^{e_{t}}.}
このとき div x は次の因子と定義される。
{\displaystyle \operatorname {div} x=\sum _{i=1}^{t}e_{i}[{\mathfrak {p}}_{i}].}
div の核は O の単数群であり、余核はイデアル類群である。ホモロジー代数のことばでは、これは（乗法的な）アーベル群の次の完全列があることを言っている：
{\displaystyle 1\to O^{\times }\to K^{\times }{\xrightarrow {\text{div}}}\operatorname {Div} K\to \operatorname {Cl} K\to 1.}

### 実・複素埋め込み
Q(√2) のような数体は、実数体の部分体として特定できる。Q(√−1) のような数体は、できない。抽象的には、そのような特定は体準同型 K → R あるいは K → C と対応する。これらはそれぞれ実埋め込みと複素埋め込みと呼ばれる。
実二次体 Q(√d) は、2つの実埋め込みを持ち複素埋め込みを持たないから、そのように呼ばれる。埋め込みはそれぞれ √d を √d と −√d に送る体準同型である。双対的に、虚二次体 Q(√−d) は実埋め込みを持たず、複素埋め込みの1つの共役対を持つ。埋め込みの1つは √−d を √−d に送り、もう1つはそれをその複素共役に送る。
慣習的に、K の実埋め込みの個数は r1 と書かれ、複素埋め込みの共役対の個数は r2 と書かれる。K の符号は対 (r1, r2) である。d を K の次数としたとき，r1 + 2r2 = d となることは定理である。
すべての埋め込みを同時に考えることで関数
{\displaystyle M\colon K\to \mathbf {R} ^{r_{1}}\oplus \mathbf {C} ^{2r_{2}}}
が決定される。これはミンコフスキー埋め込みと呼ばれる。複素共役によって固定される終域の部分空間は次元 d の実ベクトル空間であり、ミンコフスキー空間と呼ばれる。ミンコフスキー埋め込みは体準同型によって定義されるから、元 x ∈ K による K の元の積はミンコフスキー埋め込みで対角行列を掛けることに対応する。ミンコフスキー空間上のドット積はトレース形式 ⟨x|y⟩ = Tr(xy) に対応する。
ミンコフスキー空間における O の像は d 次元格子である。B をこの格子の基底とすると、det BTB は O の判別式である。判別式は Δ あるいは D と書かれる。O の像の余体積は √|Δ| である。

### 素点
実と複素の埋め込みは付値に基づいた観点を採用することで素イデアルとして同じ足場に置くことができる。例えば有理整数を考えよう。通常の絶対値関数 |·|: Q → R に加えて、各素数 p に対して定義される p 進絶対値関数 |·|p: Q → R  があり、これは p による可除性を測る。オストロフスキーの定理は（同値の違いを除いて）これらが Q 上のすべての可能な絶対値関数であると述べている。したがって絶対値は Q の実埋め込みと素数をともに記述する共通の言語である。
代数体の素点 (place) は K 上の絶対値関数の同値類である。素点には2種類ある。O の各素イデアル {\displaystyle {\mathfrak {p}}} に対して {\displaystyle {\mathfrak {p}}}-進絶対値が存在し、p-進絶対値と同様、それは可除性を測る。これらは有限素点と呼ばれる。素点のもう1つの種類は K の実あるいは複素埋め込みと R あるいは C 上の通常の絶対値関数を用いて特定できる。これらは無限素点である。絶対値は複素埋め込みとその共役の間で区別することができないから、複素埋め込みとその共役は同じ素点を決定する。したがって r1 個の実素点と r2 個の複素素点が存在する。v が絶対値に対応する付値であるとき、しばしば v | ∞ と書いて v が無限素点であることを、{\displaystyle v\nmid \infty } と書いてそれが有限素点であることを意味する。
体の素点をすべて一緒に考えることで数体のアデール環を得る。アデール環により、絶対値を用いて入手可能なすべてのデータを同時に追跡することができる。これは、アルティンの相互律のように、1つの素点での振る舞いが他の素点での振る舞いに影響するような常用において、重要な利益を生み出す。

### 単数
有理整数は単数を2つ 1 と −1 しか持たない。他の整数環では他の単数があるかもしれない。ガウスの整数環は4つの単数、前の2つと ±i を持つ。アイゼンシュタイン整数環 Z[exp(2πi / 3)] は6つの単数を持つ。実二次体の整数環は無限個の単数を持つ。例えば Z[√3] では、2 + √3 の任意の冪は単数であり、これらの冪はすべて相異なる。
一般に、O の単数群 O× は、有限生成アーベル群である。したがって、有限生成アーベル群の基本定理より、それは捩れ部分と自由部分の直和である。数体の文脈でこれを再解釈すると、捩れ部分は O に属する1の冪根全体からなる。この群は巡回群である。自由部分はディリクレの単数定理によって記述される。この定理は自由部分の階数が r1 + r2 − 1 であるというものである。したがって例えば、自由部分の階数が 0 である体は、Q と虚二次体しかない。K/Q のガロワ群に対するガロワ加群としての O× ⊗Z Q の構造を与えるより正確な主張も可能である。
単数群の自由部分は K の無限素点を用いて研究できる。次の写像を考える：
{\displaystyle L\colon K^{\times }\to \mathbf {R} ^{r_{1}+r_{2}},\;L(x)=(\log |x|_{v})_{v},}
ただし v は K の無限素点を渡り、|·|v は v に付随する絶対値である。写像 L は K× から実ベクトル空間への準同型である。O× の像は {\displaystyle x_{1}+\cdots +x_{r_{1}+r_{2}}=0} によって定義された超平面を張る格子であることを示すことができる。この格子の余体積は数体の単数基準である。アデール環を用いて考えることで可能になる簡素化の1つは、この格子による商とイデアル類群をともに記述する単一の対象イデール類群が存在することである。

### ゼータ関数
数体のデデキントゼータ関数は、リーマンゼータ関数の類似であり、K の素イデアルの振る舞いを記述する解析的対象である。K が Q のアーベル拡大のとき、デデキントゼータ関数はディリクレのL関数の積であり、各ディリクレ指標に対して1つの因子がある。自明指標はリーマンゼータ関数に対応する。K がガロワ拡大のとき、デデキントエータ関数は K のガロワ群の正則表現のアルティンのL関数であり、ガロワ群の既約アルティン指標のことばでの分解を持つ。
ゼータ関数は類数公式によって上で記述された他の不変量と関係する。

### 局所体
数体 K を素点 w で完備化すると完備体を得る。付値がアルキメデス的ならば R または C を得、非アルキメデス的で有理数の素数 p の上にあれば、有限拡大 Kw / Qp: 有限の剰余体を持つ完備離散付値体を得る。この手順は体の算術を単純化し、問題を局所的に研究できるようになる。例えば、クロネッカー・ウェーバーの定理は類似の局所的な主張から容易に結論できる。局所体の研究の背後にあるこの哲学は幾何学的な手法によって大きく動機づけされる。代数幾何学では、多様体を極大イデアルに局所化することで点で局所的に研究することが一般的である。すると大域的な情報は、局所的なデータを貼り合わせることで復元できる。この精神は代数的整数論において取り入れられる。数体の整数環の素元が与えられると、その素元において局所的に体を研究することが望ましい、したがって整数環をその素元に局所化し、多くは幾何学の精神で分数体を完備化する。

## 主要な結果

### 類群の有限性
代数的整数論における古典的な結果の1つは代数体 K のイデアル類群が有限であることである。類群の位数は類数と呼ばれ、しばしば文字 h で書かれる。

### ディリクレの単数定理
ディリクレの単数定理は整数環 O の単数のなす乗法群 O× の構造の記述を与える。具体的には、O× は G × Zr に同型であるという定理で、ここで G は O のすべての1の冪根からなる有限巡回群であり、r = r1 + r2 − 1 である（ここで r1 と 2r2 はそれぞれ K の実埋め込みと複素埋め込みの個数である）。言い換えると、O× は有限生成アーベル群で、階数は r1 + r2 − 1 で、捩れ部分は O の1の冪根からなる。

### 相互律
ルジャンドル記号を用いて、正の奇素数 p に対する平方剰余の相互法則は
{\displaystyle \left({\frac {p}{q}}\right)\left({\frac {q}{p}}\right)=(-1)^{{\frac {p-1}{2}}{\frac {q-1}{2}}}}
というものである。
相互律は平方剰余の相互法則の一般化である。
相互律を表すいくつかの異なる方法がある。19世紀に見つかった早期の相互律は通常、平方剰余記号を一般化する、素数がいつ別の素数を法として n 乗の剰余になるかを記述する冪剰余記号 (p/q) を用いて表され、(p/q) と (q/p) の間の関係を与える。ヒルベルトは相互律を再定式化し、1の冪根の値を取るヒルベルト記号 (a, b/p) の p を渡る積が 1 に等しいと言った。アルティンが再定式化した相互律は、イデアル（あるいはイデール）からガロワ群の元へのアルティン記号はある部分群上自明であるというものである。いくつかのより最近の一般化は相互律を群のコホモロジーやアデール群や代数的 K 群の表現を用いて表し、もともとの平方剰余の相互律との関係を見るのは難しい。

### 類数公式
類数公式は数体の多くの重要な不変量をデデキントゼータ関数の特殊値と関係付ける。

## 関連分野
代数的整数論は他の多くの数学分野と係わっている。代数的整数論はホモロジー代数の道具を用いる。関数体と数体の類似を通して、代数幾何の技術や思想に依拠する。さらに、整数環の代わりに Z 上の高次元スキームを研究する分野は数論幾何と呼ばれる。代数的整数論はまた数論的双曲3次元多様体の研究においても用いられる。

### 注
1. ↑  この研究は高木を日本の初めての国際的な水準の数学者として確立した。
2. ↑  素点 (place) は素元 (prime) を含むから、prime と呼ばれることもある。このとき finite place は finite prime と呼ばれ、infinite place は infinite prime と呼ばれる。

## 教科書

### 入門的
- 『代数的整数論』高木貞治著、岩波書店、1959年刊
- Kenneth Ireland and Michael Rosen, "A Classical Introduction to Modern Number Theory, Second Edition", Springer-Verlag, 1990
- Ian Stewart and David O. Tall, "Algebraic Number Theory and Fermat's Last Theorem," A. K. Peters, 2002

### 中程度
- Daniel A. Marcus, "Number Fields"

### 上級
- Cassels, J. W. S.; Fröhlich, Albrecht, eds. (1967), Algebraic number theory, London: Academic Press, MR0215665
- Fröhlich, Albrecht; Taylor, Martin J. (1993), Algebraic number theory, Cambridge Studies in Advanced Mathematics, 27, Cambridge University Press, ISBN 0-521-43834-9, MR1215934
- Lang, Serge (1994), Algebraic number theory, Graduate Texts in Mathematics, 110 (2 ed.), New York: Springer-Verlag, ISBN 978-0-387-94225-4, MR1282723
- Neukirch, Jürgen (1999), Algebraic Number Theory, Grundlehren der mathematischen Wissenschaften, 322, Berlin: Springer-Verlag, ISBN 978-3-540-65399-8, Zbl 0956.11021, MR1697859
- Cohen, Henri (1993), A Course in Computational Algebraic Number Theory, Sprinver-Verlag, ISBN 0-387-55640-0